# Harrison (Nebraska)
Harrison è un comune degli Stati Uniti d'America, situato nello Stato del Nebraska, nella contea di Sioux, della quale è il capoluogo.